# Billy Walker
William Walker detto Billy (Wednesbury, 29 ottobre 1897 – Sheffield, 28 novembre 1964) è stato un calciatore e allenatore di calcio inglese, di ruolo attaccante.

## Carriera
Ha speso tutta la carriera nell'Aston Villa, di cui è il giocatore che ha segnato più gol: 244 in 531 partite tra campionato e coppa.
Successivamente ha allenato Sheffield Wednesday, Chelmsford City e Nottingham Forest.

## Palmarès

### Giocatore

#### Competizioni nazionali
- Coppa d'Inghilterra: 1

Aston Villa: 1919-1920
- Community Shield: 1

Professionisti: 1924

### Allenatore

#### Competizioni nazionali
- Coppa d'Inghilterra: 2

Sheffield Wednesday: 1934-1935
Nottingham Forest: 1958-1959
- Community Shield: 2

Professionisti: 1924
Sheffield Wednesday: 1935
- Third Division: 1

Nottingham Forest: 1950-1951